# Elezioni parlamentari in Bulgaria del 2001
Le elezioni parlamentari in Bulgaria del 2001 si tennero il 18 giugno per il rinnovo dell'Assemblea nazionale. In seguito all'esito elettorale, Simeon Borisov, espressione del Movimento Nazionale Simeone II, divenne Primo ministro.

## Risultati
| Liste                                                      | Voti      | %     | Seggi |
| ---------------------------------------------------------- | --------- | ----- | ----- |
| Movimento Nazionale Simeone II                             | 1 952 513 | 42,74 | 120   |
| Forze Democratiche Unite (SDS - BZNS-NS - DP)              | 830 338   | 18,18 | 51    |
| Coalizione per la Bulgaria (BSP - ZSAS - KPB - PBSD - DSH) | 783 372   | 17,15 | 48    |
| Movimento per i Diritti e le Libertà                       | 340 395   | 7,45  | 21    |
| Movimento Nazionale Bulgaro                                | 165 927   | 3,63  | –     |
| Coalizione Simone II                                       | 157 141   | 3,44  | –     |
| Unione Nazionale per Simeone II                            | 77 671    | 1,70  | –     |
| Altri <1,00%                                               | 260 834   | 5,71  | –     |
| Totale                                                     | 4 568 191 | 100   | 240   |